# Alagoa
Alagoa ist eine Gemeinde (Freguesia) im portugiesischen Kreis (Concelho) von Portalegre. In ihr leben 543 Einwohner (Stand 19. April 2021). Die Gemeinde besteht nur aus dem namensgebenden Ort.

## Geschichte
Die heutige Gemeinde entstand vermutlich im Verlauf der Besiedlungspolitik nach Abschluss der portugiesischen Reconquista. 
Eine eigenständige Gemeinde ist Alagoa seit dem 16. Jahrhundert.

## Kultur und Sehenswürdigkeiten
In der Gemeinde stehen der historische öffentliche Brunnen Fonte Velha und das Grundschulgebäude unter Denkmalschutz. Ein weiteres Baudenkmal ist hier die Gemeindekirche Igreja Paroquial de Alagoa, nach ihrem Schutzpatron des hl. Michael auch Igreja de São Miguel.
Alagoa liegt im Naturschutzgebiet Serra de São Mamede. Wanderwege und Lehrpfade sind angelegt, und Aussichtspunkte (port.: Miradouros) bieten weite Blicke.

## Verkehr
Alagoa liegt an der IP2, die hier als Nationalstraße N2 vorbei läuft.
Bis zur Einstellung der Strecke Ramal de Cáceres 2012 hatte Alagoa über den Bahnhof im knapp 10 km entfernten Castelo de Vide Anschluss an das portugiesische Eisenbahnnetz.

## Persönlichkeiten
- Jorge Lacão (* 1954), Politiker

## Bevölkerungsentwicklung
| Einwohnerentwicklung der Gemeinde Alagoa (1864–2021) | Einwohnerentwicklung der Gemeinde Alagoa (1864–2021) | Einwohnerentwicklung der Gemeinde Alagoa (1864–2021) | Einwohnerentwicklung der Gemeinde Alagoa (1864–2021) | Einwohnerentwicklung der Gemeinde Alagoa (1864–2021) | Einwohnerentwicklung der Gemeinde Alagoa (1864–2021) | Einwohnerentwicklung der Gemeinde Alagoa (1864–2021) | Einwohnerentwicklung der Gemeinde Alagoa (1864–2021) | Einwohnerentwicklung der Gemeinde Alagoa (1864–2021) | Einwohnerentwicklung der Gemeinde Alagoa (1864–2021) | Einwohnerentwicklung der Gemeinde Alagoa (1864–2021) | Einwohnerentwicklung der Gemeinde Alagoa (1864–2021) | Einwohnerentwicklung der Gemeinde Alagoa (1864–2021) | Einwohnerentwicklung der Gemeinde Alagoa (1864–2021) | Einwohnerentwicklung der Gemeinde Alagoa (1864–2021) | Einwohnerentwicklung der Gemeinde Alagoa (1864–2021) |
| ---------------------------------------------------- | ---------------------------------------------------- | ---------------------------------------------------- | ---------------------------------------------------- | ---------------------------------------------------- | ---------------------------------------------------- | ---------------------------------------------------- | ---------------------------------------------------- | ---------------------------------------------------- | ---------------------------------------------------- | ---------------------------------------------------- | ---------------------------------------------------- | ---------------------------------------------------- | ---------------------------------------------------- | ---------------------------------------------------- | ---------------------------------------------------- |
| 1864                                                 | 1878                                                 | 1890                                                 | 1900                                                 | 1911                                                 | 1920                                                 | 1930                                                 | 1940                                                 | 1950                                                 | 1960                                                 | 1970                                                 | 1981                                                 | 1991                                                 | 2001                                                 | 2011                                                 | 2021                                                 |
| 351                                                  | 364                                                  | 393                                                  | 435                                                  | 524                                                  | 566                                                  | 638                                                  | 727                                                  | 850                                                  | 900                                                  | 720                                                  | 737                                                  | 733                                                  | 715                                                  | 669                                                  | 543                                                  |